# کمیته مجازات
کمیته مجازات، انجمنی بود که در اواخر دوره قاجار اقدام به ترور افرادی که به نظرشان ایادی بیگانه بودند، می‌کردند.
در دوره جنگ جهانی اول، روس‌ها و انگلیس‌ها در همه امور ایران دخالت می‌کردند و عده‌ای از جراید و رجال را عامل اجرایی خود کرده بودند. این وضع باعث شد که میرزا ابراهیم‌خان منشی‌زاده انجمنی سرّی تشکیل دهد. او و دوست دیرینش اسدالله‌خان ابوالفتح‌زاده در اوایل شهریور ۱۲۹۵ طرح تشکیل کمیته مجازات را ریختند و کمی بعد محمد نظرخان مشکوةالممالک به این دو پیوست و «کمیته مرکزی مجازات» به‌دست این سه تن تشکیل شد. کمیته مجازات بزودی پیشرفت کرد و اعضای دیگری پذیرفت و نیز شروع به جمع‌آوری اسلحه و اقدام به ترور نمود تا در ۲۲ تیر ۱۲۹۶ اعضای آن دستگیر و مجازات شدند.سالها بعد در زمان اشغال ایران توسط نیروهای روسیه و انگلیس انجمن مخفی گروه انتقام  به تقلید از کمیته مجازات برای مبارزه با نیروهای بیگانه و عوامل داخلیش تشکیل شد.

## راه اندازی کمیته
اوایل شهریور ۱۲۹۵ خورشیدی در حالی که دنیا در انتظار پایان جنگ عالم گیر نخست بود و ایران نیز در تب و تاب و آتش پیامدهای ناشی از ورود ناخواسته به عرصه کشاکش قدرت‌های بزرگ جهان در می‌سوخت، مردم تهران نظاره‌گر زایش سازمانی ناسیونالیستی متشکل از میهن پرستان راستین و خوشنام به نام کمیته مجازات بودند، جمعیتی که پس از انجام دو- سه عملیات ترور، نامش لرزه بر اندام دولت مردان می‌انداخت.
هسته مرکزی کمیته مجازات با عضویت این سه، به ترتیب ذیل شکل گرفت.
ابراهیم منشی زاده به عنوان دبیرکل،
اسدالله‌خان ابوالفتح‌زاده رئیس قوای عامله،
محمد نظرخان مشکوةالممالک رئیس دفتر کمیته و رئیس قوه مقننه.
آنان پس از تنظیم مرام نامه کمیته، اقدام به خرید اسلحه و تهیه لباس سیاه و بلند برای شب و امور دیگر کردند.

## آغاز ترورها

### ترور رئیس انبار غله تهران
نخستین دستور کار کمیته، ترور رئیس انبار غله تهران بود. این تصمیم مورد توافق تمامی اعضا قرار گرفت. پس از آن مبلغی پول به همراه دو قبضه اسلحه در اختیار کریم دواتگر قرار گرفت تا به کار میرزا اسماعیل خان قصری رئیس انبار غله پایان دهد.
وی پیش از کشته شدن، به دلیل شهرت داشتن به رابطه با بریتانیا و مهم‌تر از آن قحطی ناشی از جنگ و احتمال فروش آذوقه تهران به نیروهای روس و بریتانیا، مورد خشم کمیته مجازات قرار گرفت.
کمیساریای شمارهٔ ۶ محمدیه در ۱۷ فوریه ۱۹۱۷ مطابق ۲۸ دلو ۱۳۳۵ قمری به پلیس تأمینات چنین گزارش داد: «ساعت چهار و چهل و پنج دقیقه بعدازظهر، میرزا اسماعیل خان مدیر انبار غله هنگام مراجعت از انبار در نزدیکی ایستگاه راه‌آهن حضرت عبدالعظیم در درشکهٔ خود مورد سوء قصد قرار گرفت و کشته شد ….

### از میان برداشتن کریم دواتگر
پس از این قتل، کریم دواتگر مجری اصلی ترور سر ناسازگاری با رهبران کمیته گذاشت و برای دریافت پول بیشتر، سران کمیته را زیر فشار قرار داد. زیاده‌خواهی وی از آنان در قبال ترور میرزا اسماعیل خان، مشکلاتی بر سر راه کمیته به وجود آورد؛ بنابراین سران کمیته پس از دو ماه و نیم افت و خیز تصمیم به از میان برداشتن کریم دواتگر گرفتند. در ١۲ اردیبهشت سال ۱۲۹۶ شمسی کریم دواتگر به‌ دست گروه کمیته مجازات و شخص رشیدالسلطان ترور شد.

### ترور مدیر روزنامهٔ عصر جدید
سومین عملیات کمیته، ترور میرزا عبدالحمید متین‌السلطنه مدیر روزنامهٔ عصر جدید بود. وی به روس گرایی شهرت داشت و اعضای کمیته او را وابسته تام به اجانب می‌دانستند. عملیات ترور متین السلطنه نیز در ۲۲ مه ۱۹۱۷ با موفقیت انجام شد…
کمیسر ۳ حسن‌آباد، نحوهٔ ترور او را در این روز چنین گزارش داد:
«ساعت ۸ و نیم بعدازظهر متین السلطنه نویسنده و سردبیر روزنامهٔ عصر جدید در اتاق کار خود به وسیلهٔ شخص ناشناسی به قتل رسید؛ شخص ناشناسی که خود را در عبا پیچیده بود در محل کار متین السلطنه، در خیابان قوام السلطنه، حاضر شده اظهار می‌دارد که کاغذی به نام او دارد…

### ترور میرزا محسن مجتهد
قربانی بعدی کمیته، میرزا محسن مجتهد، فرزند آقا میرزا محمدباقر صدرالعلماء و داماد سید عبدالله بهبهانی بود. برخی منابع این ماجرا را منسوب به کمیته می‌دانند و ظاهراً این اقدام پیش از هماهنگی با سران کمیته صورت گرفته‌است.
نظمیهٔ تهران توسط کمیسر ۸ بازار در روز ۷ ژوئن ۱۹۱۷ ترور آقا میرزا محسن مجتهد را به این شرح گزارش داد: «ساعت ۱۰:۲۰ صبح آقا میرزا محسن را در حالی که وارد منزل می‌شد کشته‌اند. به محض دریافت این گزارش از میرزا باقرخان پدر، کمیسر تأمینات در محل حادثه حضور یافته…

### ترور خزانه دار کل
پنجمین قربانی کمیته، منتخب الدوله خزانه دار کل بود که قتل او برای سران کمیته مشکل ساز و سرانجام به انهدام تشکیلات آن‌ها منجر شد. ترور وی در ۹ تیر ۱۲۹۶ برابر با ۸ ژوئن ۱۹۱۷ در خیابان امیریه اتفاق افتاد…

### سایر ترورها
از دیگر افرادی که توسط کمیته مجازات ترور شدند، میرزا احمدخان استوار معروف به ماژور استوار، احمدخان صفا و سردار رشید است. این ترورها مورد نظر تمام اعضا نبود.

## بیانیه‌های کمیته
بیانیه‌های کمیته که به مانیفست این جمعیت مشهور است، نشانه وطن‌پرستی و علاقه وافر اعضای این کمیته برای مجازات خائنین به وطن است. نقطه مشترک این بیانیه‌ها بازگو کردن تاریخ سرزمین ایران از دوران پیش از اسلام تا عصر معاصر است.
در بخشی از بیانیه دوم کمیته آمده‌است:
««کمیته یک جمعیت آشوب طلب نیست که علاقه‌مند به امنیت و آسایش خاطر هم وطنان خود نباشد یعنی اگر خائنین مملکت واقعاً دست از خیانت کشیده و باور کنند که دیگر بازی کردن با رل اجنبی پیشرفتی ندارد ممکن است کمیته عملیات خود را تعطیل و کیفر اعمال گذشته اشخاص را به وظیفه ملت و حکمیت دولت محول دارد.»»
همچنین در مانیفست سوم آمده‌است:
... ای مردم! ای ساکنان کره ارض بشنوید و به دیگران بگویید که سیاست روس و انگلیس در خانه ما این بوده و بازو و سرنیزه و اقتدار مجازات را حق کسانی معمول می‌دانستند که نسبت به وطن خود خیرخواه و از دزدی و خیانت احتزار داشته باشند. شکر خدا که دیگر غضب الهی از آه مظلومین و سوز دل ملل صغیره به جوش آمده دست قهار طبیعت از آستین بیچارگان دنیا صورت دول طمع و زر دنیا را نیلگون و آن روز خواهد رسید که بیرق دول جابره را در ممالک دیگران سرنگون نماید …

## عمادالکتاب
دربارهٔ کمیته مجازات گفتنی بسیار است، به ویژه دربارهٔ عماد الکتاب خوشنویس صاحب نام آن دوران و انگیزه‌های پیوستن وی به کمیته نیز دربارهٔ شیوه‌ها و افراد مأمور ترور کمیته باید پژوهش‌هایی بی‌طرفانه انجام بگیرد.
مأموریت نوشتن شب‌نامه‌های این کمیته با عمادالکتاب بود اما گزارشی از انجام ترور توسط او ثبت نشده‌است. کمیته مجازات با خیانت یکی از اعضاء از هم پاشید و سران آن دستگیر و اعدام شدند. عمادالکتاب هم به پنج سال حبس محکوم شد. در سال ۱۳۰۰، در ۶۰ سالگی از زندان آزاد شد. عمادالکتاب مأمور به توقف در قم گردید و مدت‌ها در آنجا تحت نظر بود تا آنکه در عهد سلطنت رضاشاه پهلوی آزاد و در دفتر مخصوص دربار مأمور تحریرات گردید.

## اعضای کمیته
- حسین لله
- رشیدالسلطان
- میرزاابراهیم‌خان منشی‌زاده
- اسدالله‌خان ابوالفتح‌زاده
- محمد نظرخان مشکوةالممالک
- عماد الکتاب
- کریم دواتگر
- علی‌اکبر ارداقی
- احسان الله خان
- سید مرتضی،
- میرزا عبدالحسین ساعت‌ساز
- بهادرالسلطنه
- اکبرخان
- کمال‌الوزاره.[۵]

## ترور شدگان
- اسماعیل خان قصری
- کریم دواتگر
- متین السلطنه
- میرزا محسن مجتهد
- منتخب‌الدوله
- میرزا احمدخان استوار
- احمدخان صفا
- سردار رشید[۵]

## رسانه‌ها
بخشی از سریال تلویزیونی هزاردستان به کارگردانی علی حاتمی که بعدها به صورت مجزا و با نام فیلم «کمیته مجازات» نیز عرضه شد برداشت آزادی است از این وقایع که جزئیات آن با حقایق تاریخی دقیقاً انطباق ندارد. در سریال سالهای مشروطه نیز این کمیته را به نمایش گذاشت